# Pelyvássomfalu
Pelyvássomfalu (szlovákul Plevník-Drienové) község Szlovákiában, a Trencséni kerületben, a Vágbesztercei járásban. Pelyvás és Vágsomfalu egyesítésével jött létre.

## Fekvése
Vágbesztercétől 8 km-re északkeletre, a Vág bal oldalán fekszik.

## Története
Pelyvás első írásos említése „Plevnuk” néven 1354-ből származik, a vágbesztercei váruradalom része volt. Vágsomfalut 1458-ban „Drenow” néven említik először.
A trianoni békéig mindkét község Trencsén vármegye Vágbesztercei járásához tartozott.
1952-ben Pelyvást Somfaluval egyesítették.

## Népessége
| Év:            | 1994. | 2004.   | 2014.   | 2024.   |
| -------------- | ----- | ------- | ------- | ------- |
| Emberek száma: | 1568  | 1589    | 1613    | 1718    |
| Eltérés:       |       | +1,33 % | +1,51 % | +6,50 % |

| Év:            | 2023. | 2024.   |
| -------------- | ----- | ------- |
| Emberek száma: | 1694  | 1718    |
| Eltérés:       |       | +1,41 % |

1910-ben Pelyvásnak 421, Vágsomfalunak 292, túlnyomórészt szlovák lakosa volt.
2001-ben 1599 lakosából 1585 szlovák volt.
2011-ben 1588 lakosából 1558 szlovák volt.

## Neves személyek
- Pelyváson született 1831-ben Turchányi Gyula hírlapíró, honvéd főhadnagy.
- Itt született 1913-ban Dominik Tatarka szlovák író, műfordító.

## Nevezetességei
- Pelyvás temploma a 19. század közepén épült.
- Kúriája a 19. század elején épült klasszicista stílusban.
- Vágsomfalu kápolnája a 19. század közepén épült.
- Vágsomfalu római katolikus temploma a 19. század közepén épült.

## Külső hivatkozások
- Községinfó
- Pelyvás Szlovákia térképén
- E-obce.sk Archiválva 2008. január 12-i dátummal a Wayback Machine-ben

## Lásd még
- Pelyvás
- Vágsomfalu